# إكسيد
إكسيد (بالإنجليزية: Exeed) (بالصينية: 星途؛ البينيين: Xīngtú) (منمق بجميع الأحرف كبيرة) هو قسم سيارات من السيارات الرياضية المتميزة التي قدمتها شركة تصنيع السيارات الصينية شيري في سبتمبر 2017.

## التاريخ
تم تقديم علامة إكسيد في 14 سبتمبر 2017 في معرض السيارات الدولي بألمانيا في فرانكفورت مع السيارة النموذجية تي إكس، وهي سيارة دفع رباعي متوسطة الحجم ترتدي شارات شيري. أول سيارة تحمل علامة إكسيد التجارية يتم الكشف عنها هي سيارة إكسيد إل إكس الاختبارية التي تم الكشف عنها في معرض الصين للسيارات في 29 أبريل 2018 في بكين.
كان أول طراز تم إطلاقه من إنتاج شركة إكسيد هو سيارة الدفع الرباعي متوسطة الحجم إكسيد تي إكس/تي إكس إل في مارس 2019. في الشهر التالي في أبريل في معرض شنغهاي للسيارات ، تم الكشف عن سيارة مفهوم ثالثة من طراز إكسيد، وهي إي-أي يو في. وفي أكتوبر، أطلقت إكسيد سيارتها الإنتاجية الثانية، وهي سيارة الدفع الرباعي المدمجة إل إكس المستندة إلى شيري تيجو 7.
بحلول نهاية العام، في 22 نوفمبر 2019، في معرض قوانغتشو للسيارات ، تم الكشف عن تصور سيارة تسمى في إكس، تستعرض سيارة الدفع الرباعي الرائدة للعلامة التجارية. تم إصدار سيارة الدفع الرباعي كاملة الحجم إكسيد في إكس في يناير 2020.
في فبراير 2020، أُعلن أنه سيتم بيع إكسيد تي إكس إل وفي إكس في الولايات المتحدة بواسطة HAAH Automotive Holdings باسم فانتاس تي إكس إل وفي إكس. وكان من المقرر إطلاق هذه النماذج في عام 2021. في أبريل 2021، تم تأجيل تاريخ إصدار العلامة التجارية فانتاس إلى عام 2022 وتم الإعلان عن تصدير النماذج الأولى من الصين إلى الولايات المتحدة. ومع ذلك، في وقت لاحق من شهر يوليو، تقدمت HAAH بطلب للإفلاس وتم التخلي عن خطط فانتاس والعلامة التجارية الأخرى للشركة،تي-جو ، والتي خططت لبيع الجيل الثاني من شيري تيجو 7.
في أبريل 2021 في معرض شنغهاي للسيارات، كشفت شركة إكسيد عن سيارة الدفع الرباعي النموذجية الخامسة للعلامة التجارية، ستيلر، وهي سيارة دفع رباعي كهربائية متوسطة الحجم.

## المركبات

### النماذج الحالية
- إكسيد إل إكس/زويفنغ (2019 إلى الوقت الحاضر)، سيارة الدفع الرباعي المدمجة.
- إكسيد تي إكس (2019 إلى الوقت الحاضر)، سيارة الدفع الرباعي متوسطة الحجم.
  - إكسيد تي إكس إل/لينغيون (2019 إلى الوقت الحاضر)، نسخة موسعة من تي إكس.
- إكسيد في إكس/لانيو (2020 إلى الوقت الحاضر)، سيارة الدفع الرباعي كاملة الحجم.
- إكسيد آر إكس/ياوقوانج (2023 إلى الوقت الحاضر)، سيارة دفع رباعي متوسطة الحجم.
- إكسيد ستيرا إي إس (2024 إلى الوقت الحاضر)، سيارة سيدان بالحجم الكامل، بي إي في.
- إكسيد ستيرا إي تي (2024 إلى الوقت الحاضر)، سيارة الدفع الرباعي متوسطة الحجم، بي إي في/آر

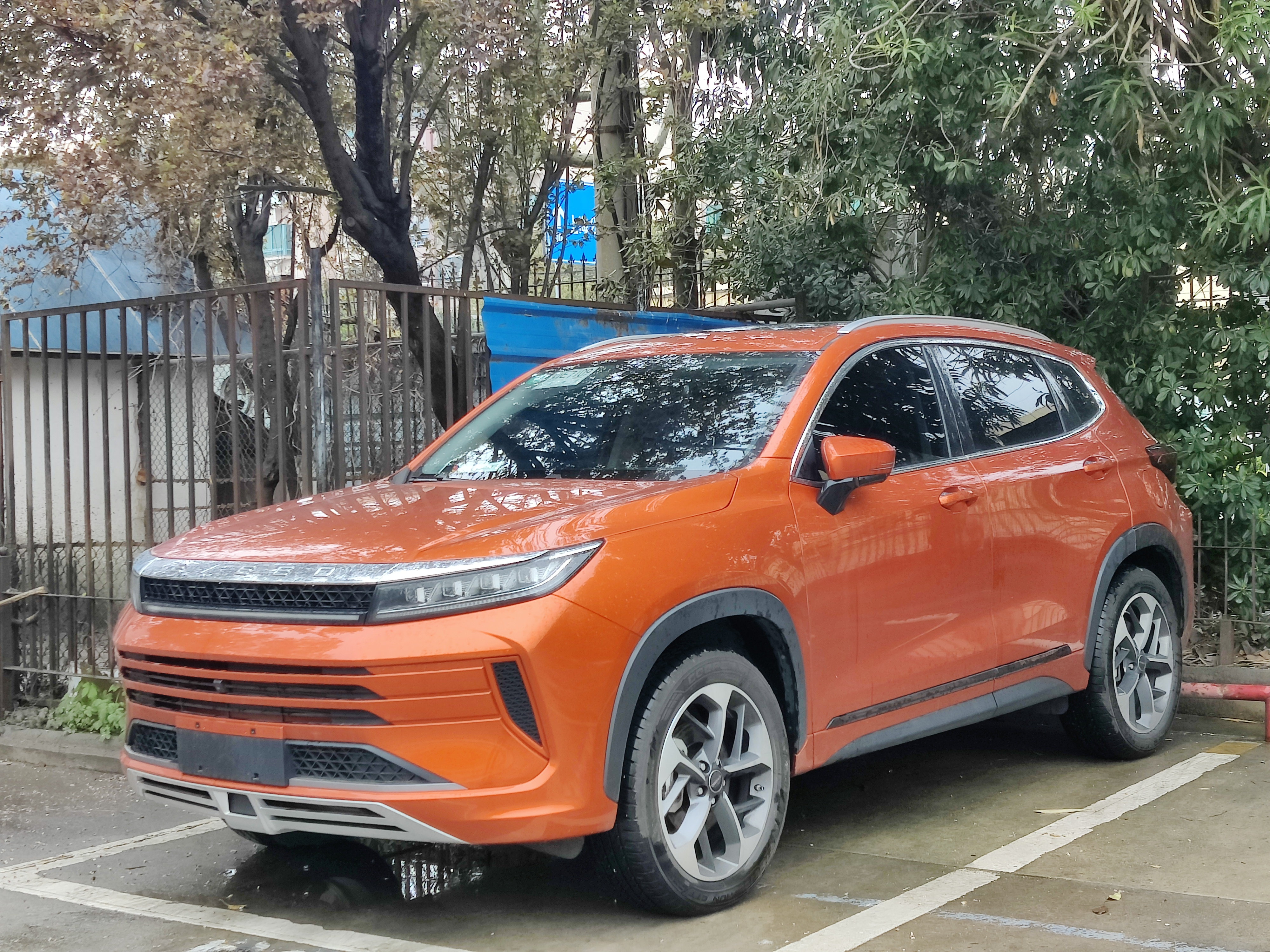
إكسيد إل إكس

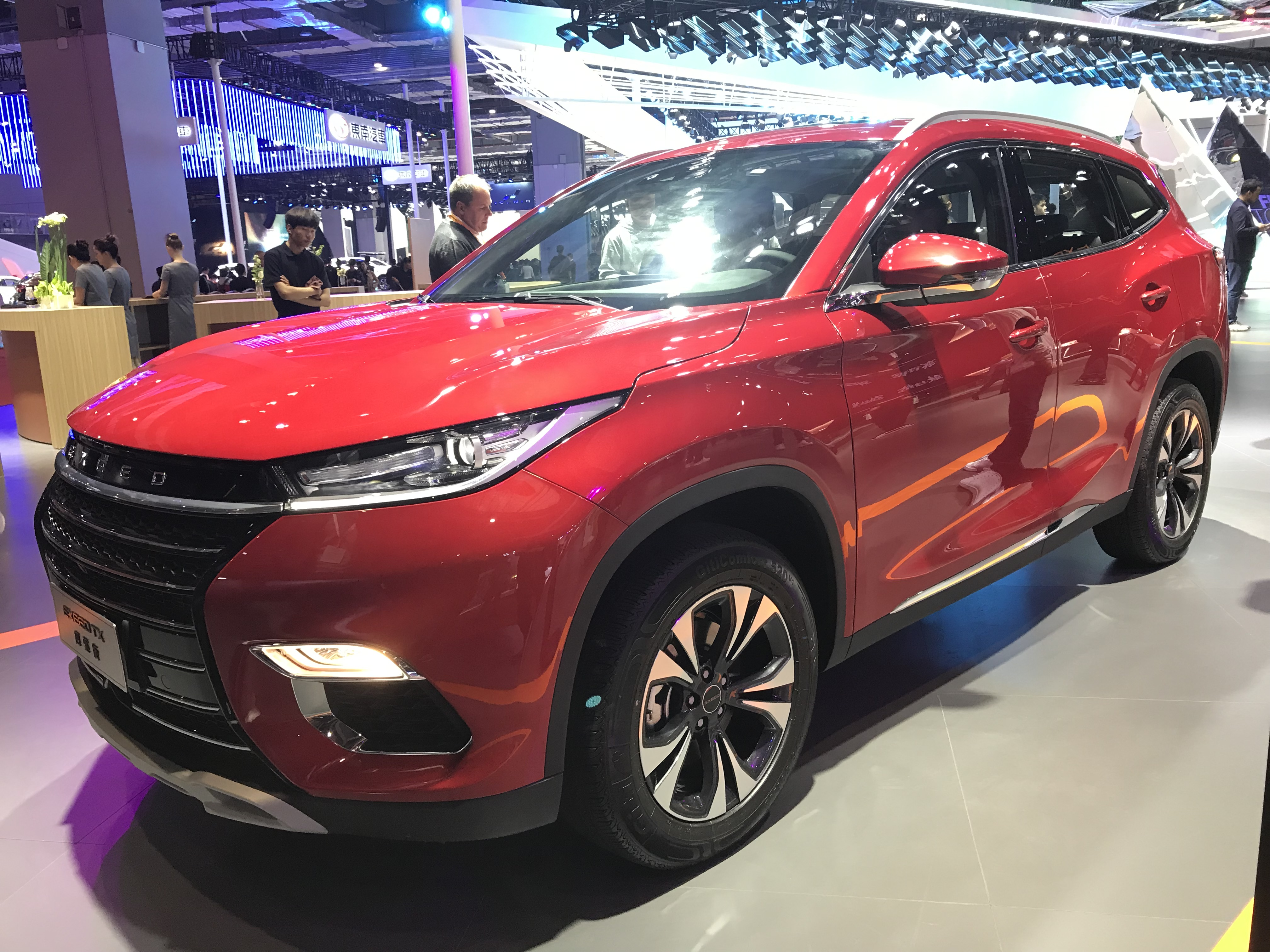
إكسيد تي إكس

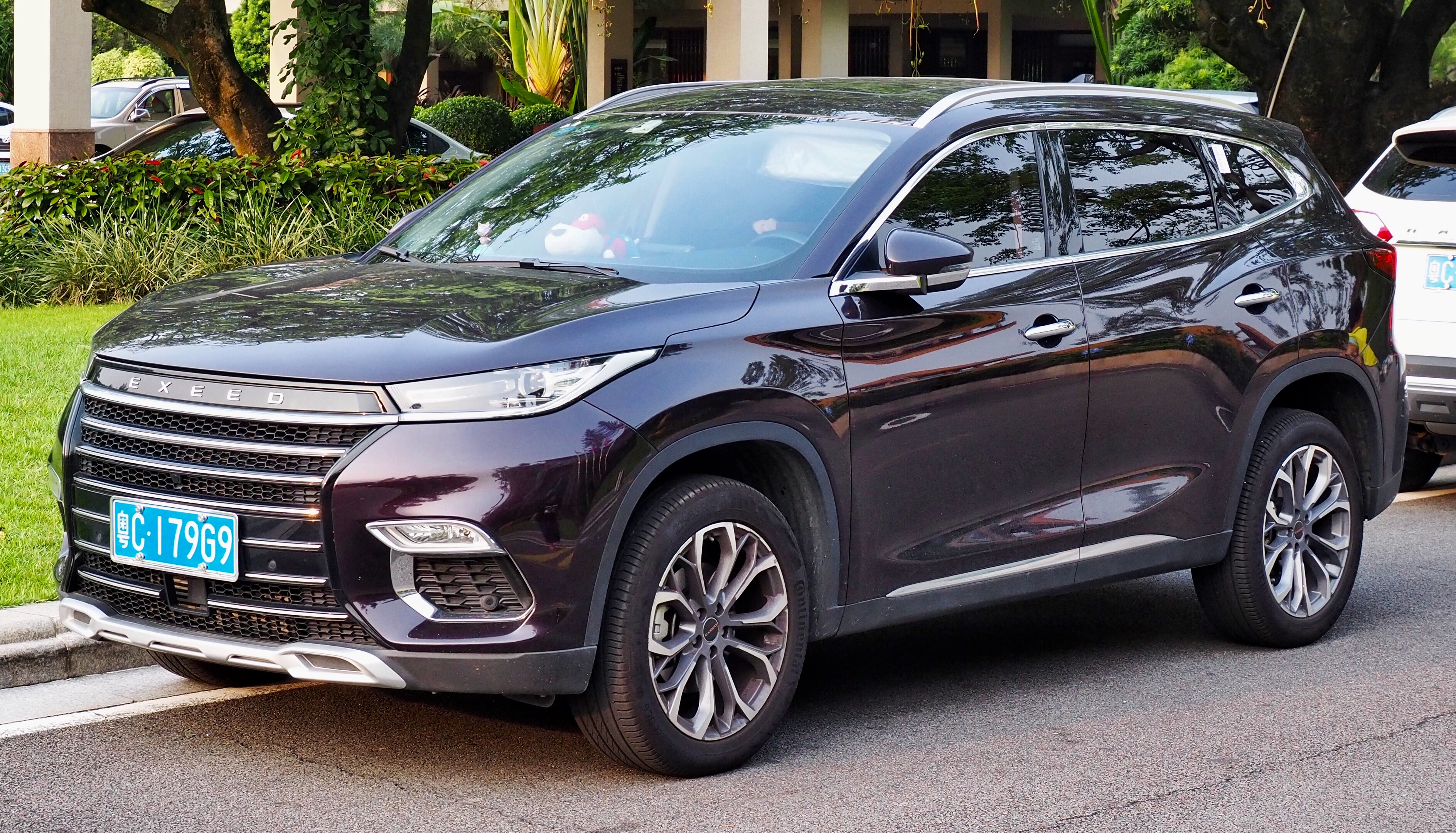
إكسيد تي إكس إل

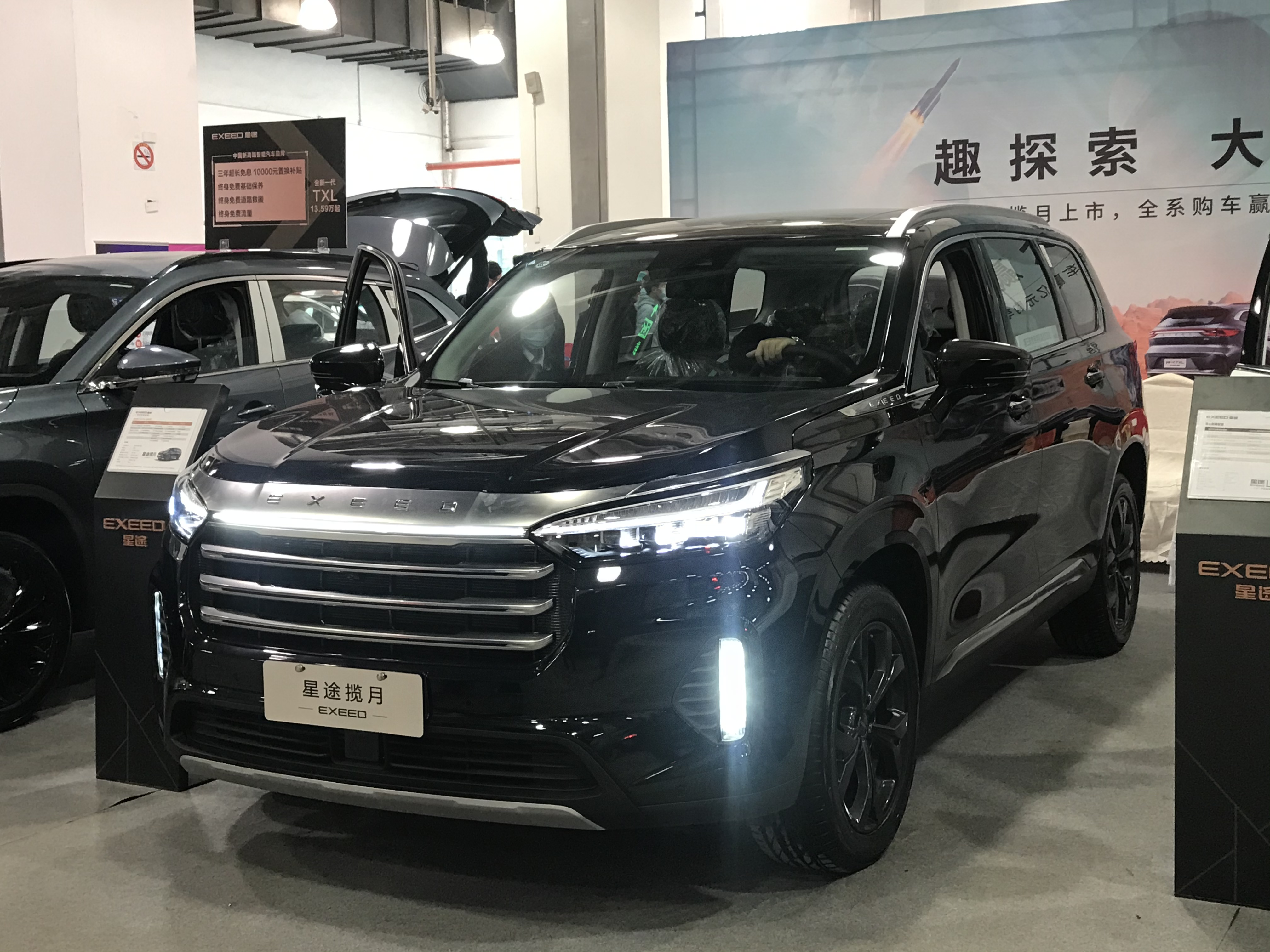
إكسيد في إكس

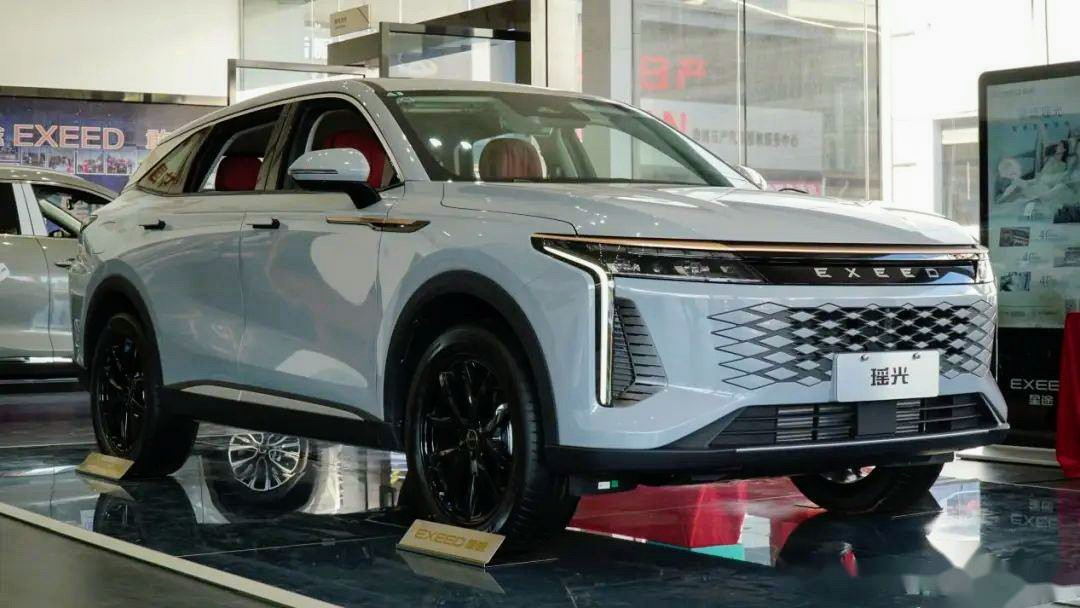
إكسيد آر إكس

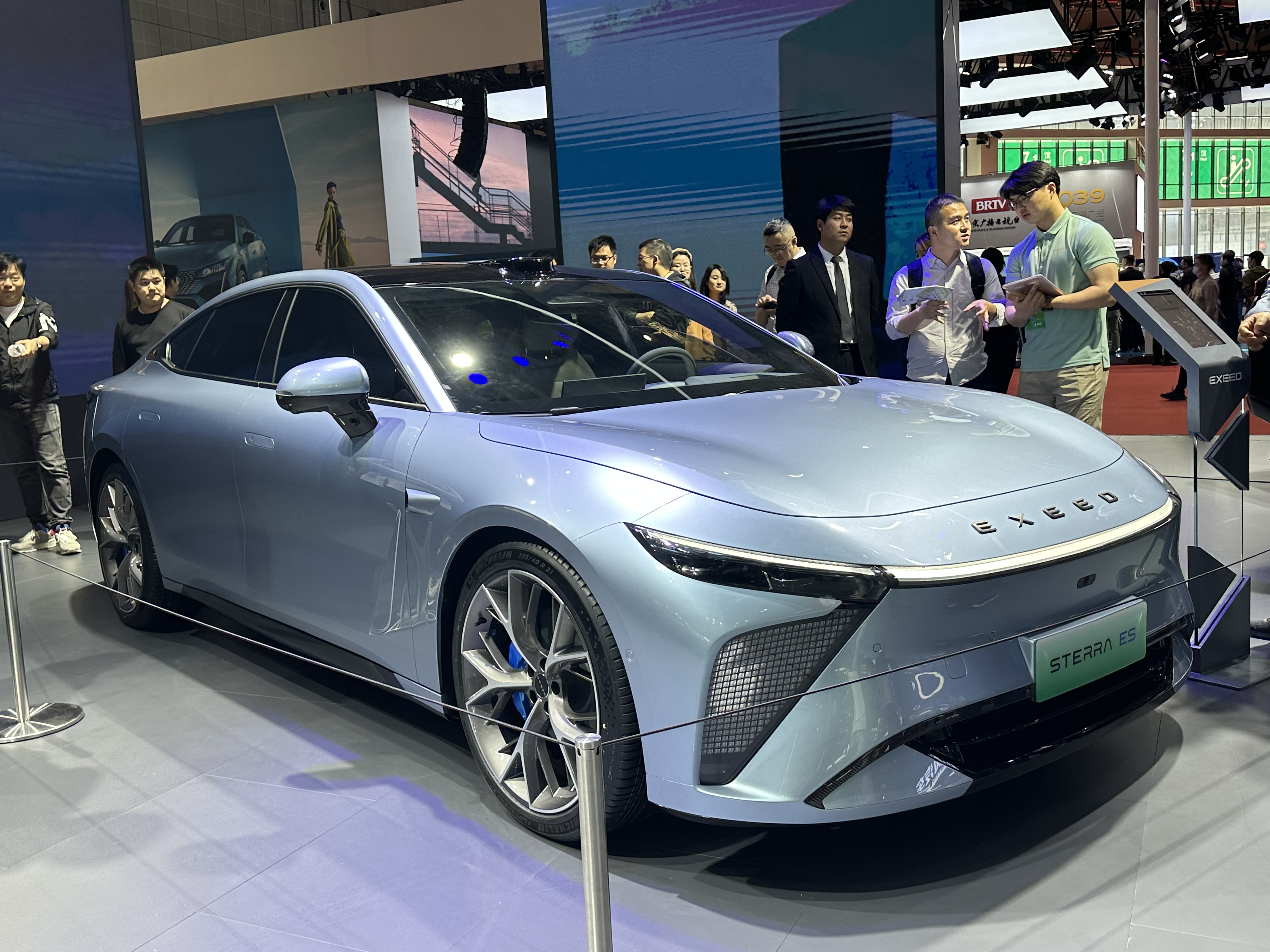
إكسيد ستيرا إي إس

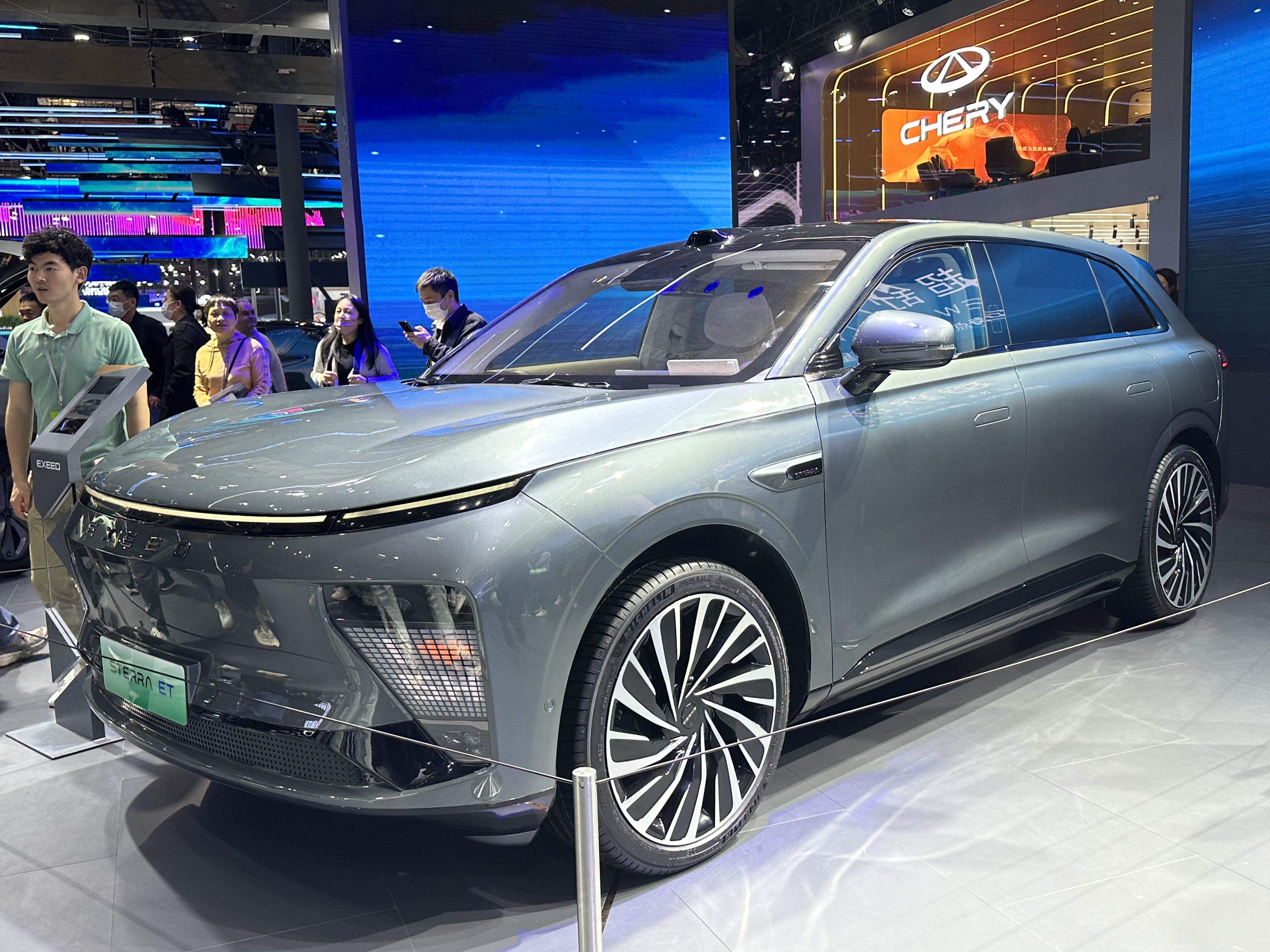
إكسيد ستيرا إي تي

### تصور المركبات
- تصور تي إكس (2017)، سيارة دفع رباعي متوسطة الحجم تستعرض إنتاج تي إكس، تحمل شارة شيري.
- تصور إل إكس (2018)، سيارة دفع رباعي كهربائية مدمجة.
- إي-أي يو في (2019)، سيارة دفع رباعي كهربائية مدمجة.
- تصور في إكس (2019)، سيارة دفع رباعي كاملة الحجم تستعرض إنتاج في إكس.
- ستيلر (2021)، سيارة دفع رباعي كهربائية متوسطة الحجم.
- تصور اتلانتيكس (2022)، سيارة دفع رباعي متوسطة الحجم تستعرض إنتاج ياوقوانج

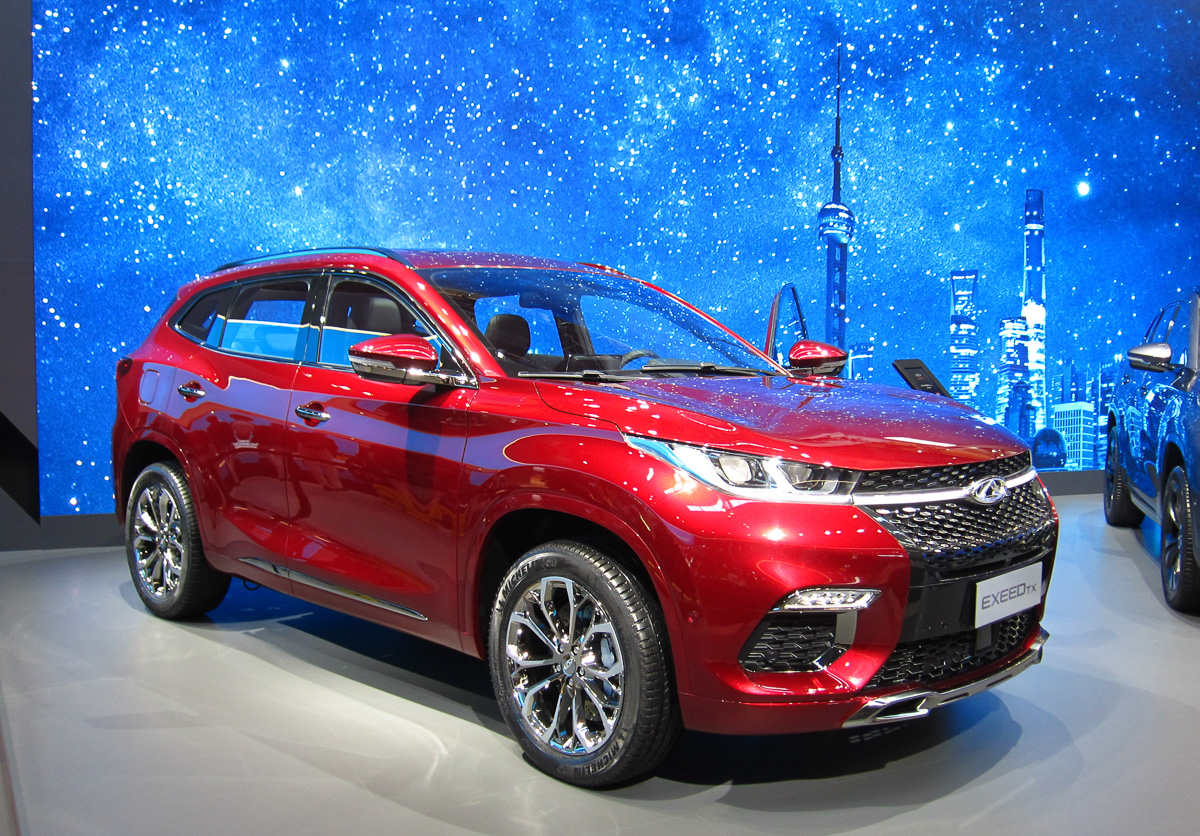
2017 تصور شيري إكسيد تي اكس

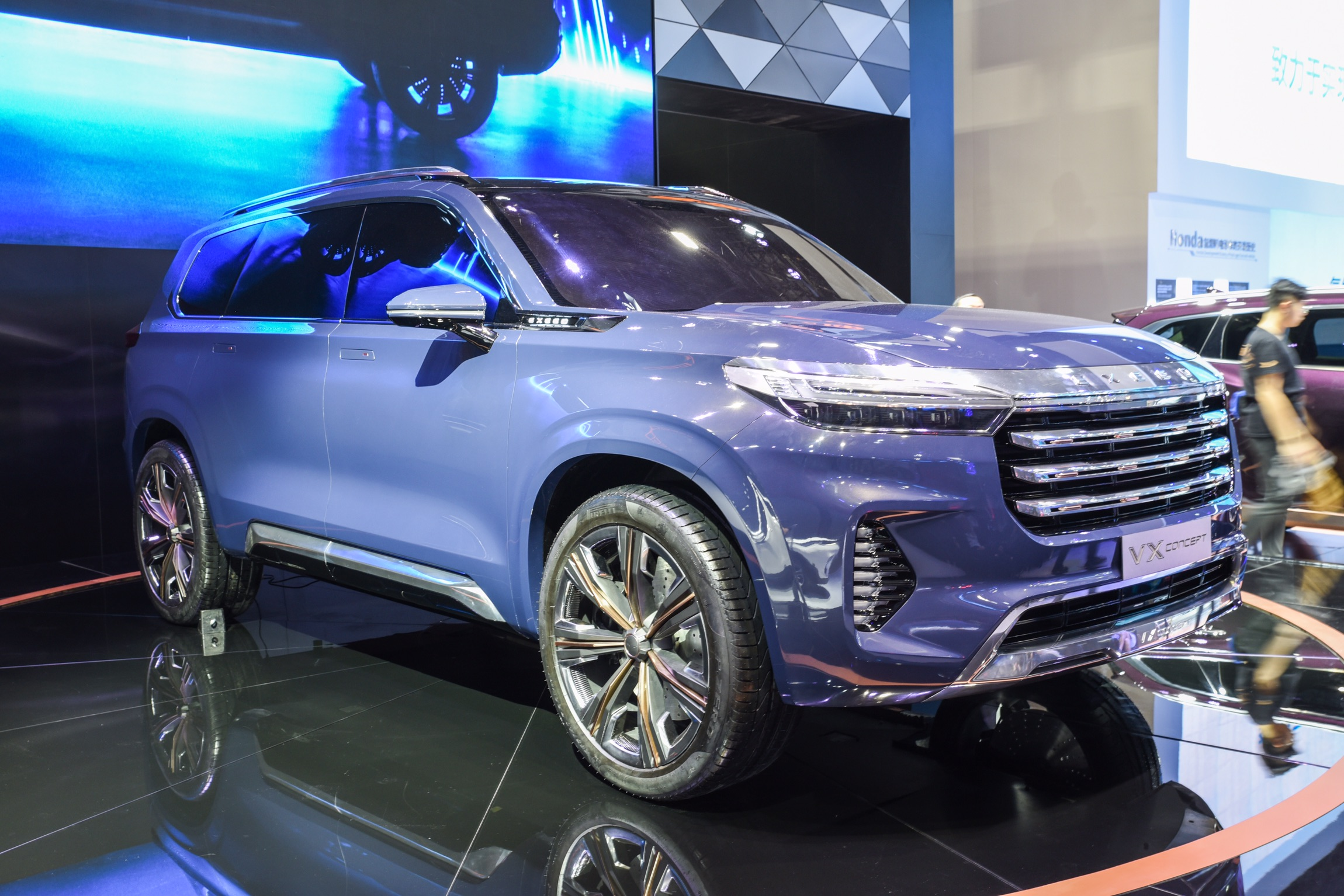
2019 تصور إكسيد في إكس

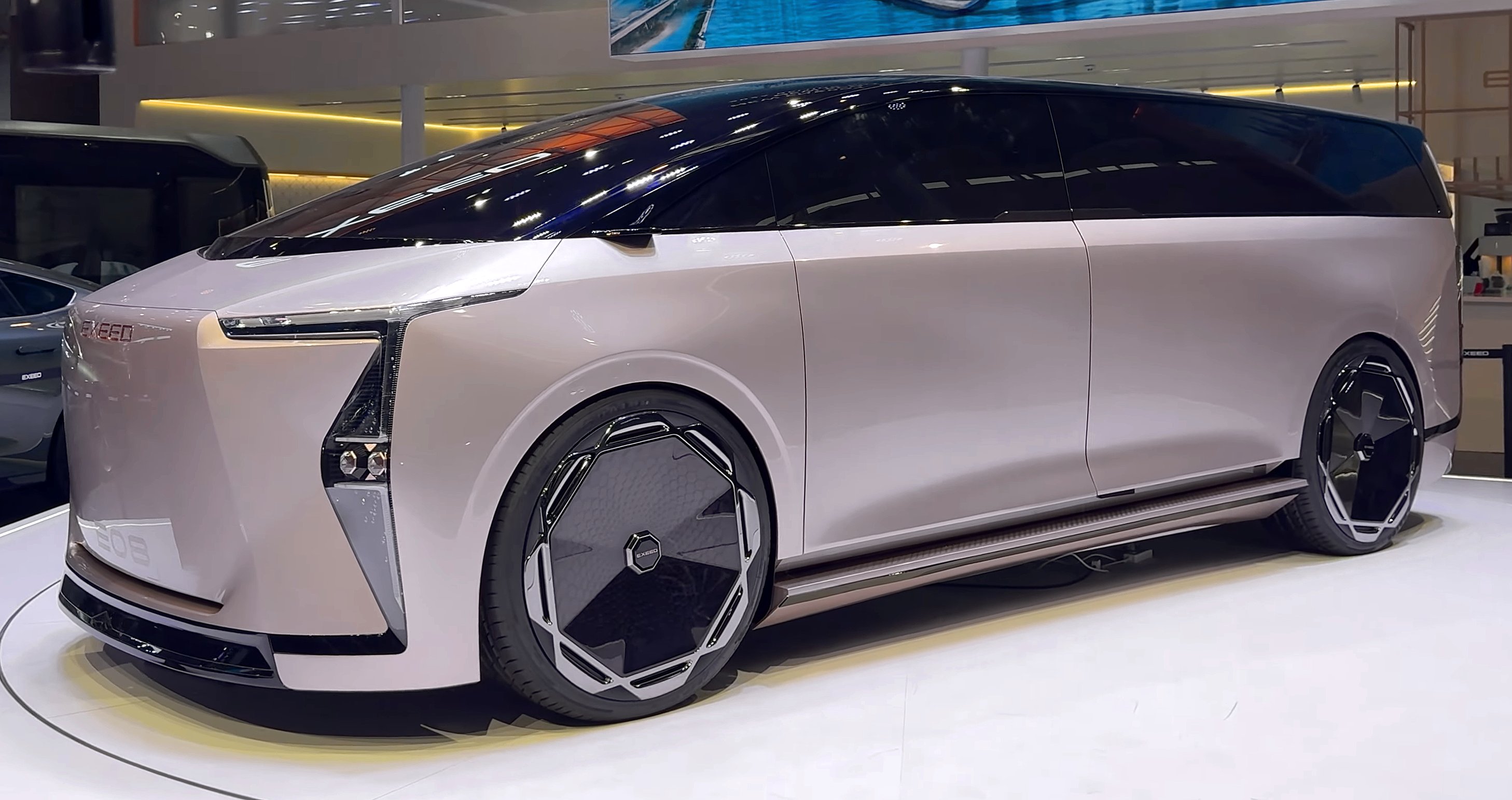
تصور إكسيد إي 08

## وصلات خارجية
- الموقع الرسمي
- موقع إكسيد الإمارات